# Детективска књижевност
Детективска књижевност или детективска фантастика/фикција (енгл. detective fiction) сматра се поджанром криминалистичке и мистеријске фантастике у ком истражитељ или детектив — било да је реч о аматеру или професионалцу — истражује измишљени злочин, најчешће убиство. Детективски жанр је почео отприлике у исто време када и спекулативна и друга жанровска фикција средином деветнаестог века и остао је изузетно популаран, посебно у романима. Неки од најпознатијих јунака детективске фантастике су Ц. Август Дупен, Шерлок Холмс и Херкул Поаро. Приче за малолетнике које укључују Браћу Харди, Ненси Дру и Деца теретног вагона такође су остале у штампи неколико деценија.

## Карактеристике жанра
Детективска књижевност као жанр сврстава се најчешће у тривијалну књижевност, на шта подједнако утичу строго постављени фабулативни, рецепцијски и тржишни параметри који га одређују, као и циљеви и методи књижевне критике, која по правилу оспорава уметничку вредност појединачним остварењима овог жанра. Карактерише га лик детектива као главног протагонисте романа, који расветљава злочин захваљујући властитој храбрости, сналажљивости, домишљатости, допадљивости и другим сличним особинама. Радња је углавном повезана са активностима детектива и његовим поступцима при откривању злочинца, док психолошка димензија злочина и злочинца не заузима кључно место као што је то у другим врстама криминалистичког романа.
Књижевни термин детективски роман (енгл. detective novel) потиче од назива који је 1842. године употребила лондонска полиција за своју новоосновану службу — детективско одељење, када је детектив, као лик, ушао у енглеску приповедачку прозу (између осталих и у романе Чарлса Дикенса). Први пут овај термин је употребила северноамеричка књижевница 1878. Ана Кетрин Грин у поднаслову свог романа Случај Ливенворт (енгл. The Leavenworth Case: detective novel). Код нас је ова врста књижевности популарна под називима кримић и крими-роман.

## Настанак и развој детективске књижевности
Епска и драмска дела чија се радња заснива на злочину позната су у историји књижевности од најстаријих времена, али се као таква ипак не могу убројати у посебну врсту епске књижевности. Криминалистичка књижевност јасно се профилисала као жанр крајем 19. века и отада сигурно влада књижевном продукцијом. Термин детективска књижевност је ипак прецизнији јер се овај жанр профилирао управо око лика детектива. Сматра се да је детективска књижевност настала у приповеткама Едгара Алана Поа, а посебно је значајна приповетка Убиство у улици Морг. Ипак, правим творцем детективске књижевности, у смислу посебног забавног жанра без већих мисаоних претензија, сматра енглески писац Артур Конан Дојл са својом серијом приповетки о Шерлоку Холмсу.

### Период између два рата
Популарност Дојлових детективских приповедака довела је до појаве великог броја аутора који пишу слична дела. Најзначајнији међу њима су Гилберт Кит Честертон и Артур Морисон. После Првог светског рата наступа „златно доба” детективске књижевности, када превласт над причама преузимају романи. У то време појављују се бројни талентовани аутори који доприносе великој популарности овог жанра, на пример: Агата Кристи, Едмунд Клерихју Бентли, Дороти Сејерс, Нгаио Марш или Џон Дикинсон Кар. Међу њима је свакако најзначајнија Агата Кристи, коју су савршена форма, генијални заплети и невероватна решења њених романа учинили мајстором жанра. У Сједињеним Америчким Државама у исто време Рејмонд Чендлер и Дашијел Хемет стварају посебан тип детектива, хладнокрвног, скептичног и циничног заводника који се чврсто држи свог поимања поштења и части.

### Друга половина 20. века
После Другог светског рата већина аутора почиње да инсистира на реалистичности радње, веродостојном приказу лика злочинца и ситуација у којима се радња одвија и сл. За творца оваквог типа детективских романа сматра се Жорж Сименон. Током ’60-их и ’70-их година 20. века јавља низ значајних аутора, какви су Пи Ди Џејмс, Рут Рендел и Колин Декстер, по чијим делима се снимају филмови и ТВ серије, што још више доприноси популарности жанра.
Од ’80-их година 20. века запажен је утицај детективске књижевности на тзв. „озбиљније” романе, чији аутори радњу често измештају у даљу или ближу прошлост, захтевајући од читалаца одређено предзнање. Овакве романе пишу, на пример, Умберто Еко (Име руже и Фукоово клатно), Борис Акуњин (серијали романа о детективу Ерасту Фандорину и монахињи Пелагији) или Ден Браун.

## Фабула детективске приче или романа
У детективском жанру до данас су се изградиле конвенције које поштују сви бољи аутори. Обавезна тема је откривање починиоца неког злочина. Злочин, који се обично описује на почетку приче, увек је убиство, и то на први поглед неразјашњиво, а увек постоји више лица на које се сумња. Такође, увек постоји и детектив, било аматер или професионалац, који трага за злочинцем и на крају га открива. Главна пажња поклања се методичном откривању тачних узрока и околности загонетног догађаја или низа таквих догађаја, и то рационалним средствима, попут слагања слагалице. Откривање злочинца мора бити логично и уверљиво, али увек изненађујуће, засновано на чињеницама свакодневног живота или науке, без помоћи натприродног. Убица мора бити откривен и кажњен (добро увек побеђује), а писац мора држати пажњу читаоца до самог краја, не дозвољавајући му да прерано погоди решење. Главне црте будуће схеме дао је већ Алан По у приповетки Убиство у улици Морг, али је узор већини данашњих аутора дао Артур Конан Дојл који је, у лику Шерлока Холмса, створио и прототип књижевног детектива. У савременим детективским романима остварен је успешан спој традиционалне детективске књижевности засноване на фикцији и реалистичког приповедања, а улогу приватног детектива сада преузима полицајац (какав је, на пример, лик полицијског инспектора Харија Хулеа у романима норвешког писца Јуа Несбеа).
Елементи детективске књижевности често се срећу и у великим реалистичким романима и делима постмодернистичке прозе, где се користе с намером да се увећа напетост радње и привуче шира читалачка публика. Тако заплети многих дела Фјодора Михајловича Достојевског почивају на детективској књижевности. Ова тенденција уочава се и у неким причама Хорхеа Луиса Борхеса, па и у роману турског нобеловца Орхана Памука Зовем се црвено.

## Романи Златног доба
Период између Првог и Другог светског рата (1920-те и 1930-те) се генерално назива Златним добом детективске фантастике. Током овог периода појавио се велики број веома популарних писаца, што обухвата углавном британске, али и значајну подгрупу америчких и новозеландских писаца. Жене писци су чиниле велики део значајних писаца Златног доба. Агата Кристи, Дороти Л. Сајерс, Џозефин Теј, Марџери Алингем и Нгајо Марш биле су посебно познате списатељице тог времена. Осим Нгајо Марш (Новозеланђанинке), сви су биле Британке.
Различите конвенције детективског жанра стандардизоване су током златног доба, а 1929. године неке од њих је кодификовао енглески католички свештеник и аутор детективских прича Роналд Нокс у свом 'Декалогу' правила за детективску фантастику. Једно од његових правила било је избегавање натприродних елемената како би фокус остао на самој мистерији. Нокс је тврдио да детективска прича „мора имати као свој главни интерес разоткривање мистерије; мистерије чији су елементи јасно представљени читаоцу у раној фази поступка и чија је природа таква да изазива радозналост, која је на крају задовољена." Још једна уобичајена конвенција у детективским причама о Златном добу укључује аутсајдера – понекад плаћеног истражитеља или полицајца, али често надареног аматера – који истражује убиство које је у затвореном окружењу починио један од ограниченог броја осумњичених.
Џон Диксон Кар — који је такође писао као Картер Диксон — користио је приступ „загонетки“ у свом писању који је карактерисан укључивањем сложене загонетке коју читалац покушава да одгонетне. Креирао је генијалне и наизглед немогуће заплете и сматра се мајстором „мистерије закључане собе“. Два Карова најпознатија дела су Случај сталних самоубистава (1941) и Шупљи човек (1935). Један други аутор, Сесил Стрит—који је такође писао као Џон Роуд—писао је о детективу, др Пристлију, који се специјализовао за сложене техничке уређаје. У Сједињеним Државама, поџанр whodunit су усвојили и проширили Рек Стоут и Елери Квин, заједно са другима. Нагласак на формалним правилима током златног доба произвео је велика дела, иако са високо стандардизованом формом. Најуспешнији романи овог времена укључивали су „оригиналну и узбудљиву радњу; разликовање у писању, живописан осећај за место, незабораван и упечатљив јунак и способност да се увуче читалац у њихов утешни и веома индивидуални свет.”